# Chapmaniet
Het mineraal chapmaniet is een ijzer-antimoon-silicaat, een verbinding van twee silicaationen met twee ijzeratomen, een antimoonatoom en een hydroxylgroep, met de molecuulformule Fe2+2Sb(SiO4)2(OH). Het is een fyllosilicaat. Het is naar de mineraloog Edward John Chapman (1821-1904) uit Canada genoemd. Het is zeldzaam en komt vooral voor als begeleidend mineraal van zilvererts.
Chapmaniet is doorschijnend, het is geel tot geel- of olijfgroen, heeft een diamantglans en een geelgroene streepkleur. Het heeft een monoklien kristalstelsel, maar kent geen splijting. Het heeft een massadichtheid van 3,64 kg/dm3, de hardheid is 2,5 en het is niet radioactief.

## Lijsten
- Lijst van mineralen
- Lijst van naar een persoon genoemde mineralen